# Belly-Cresus Ganira
Belly-Cresus Ganira, född 25 mars 2000, är en burundisk simmare.

## Karriär
Vid VM 2015 i Kazan slutade Ganira på 72:a plats på 100 meter fjärilsim och på 107:e plats på 100 meter frisim. Vid VM 2017 i Budapest slutade han på 72:a plats på 50 meter fjärilsim och på 99:e plats på 50 meter frisim. Vid kortbane-VM 2018 i Hangzhou slutade Ganira på 68:e plats på 100 meter fjärilsim och på 89:e plats på 50 meter frisim. Vid VM 2019 i Gwangju slutade han på 99:e plats på 50 meter frisim och på 76:e plats på 100 meter fjärilsim.
Vid olympiska sommarspelen 2020 i Tokyo, som arrangerades 2021, slutade Ganira på 64:e plats på 100 meter frisim och blev utslagen i försöksheatet. Vid kortbane-VM 2021 i Abu Dhabi slutade han på 76:e plats på 100 meter fjärilsim och på 63:e plats på 50 meter frisim. Vid VM 2022 i Budapest slutade Ganira på 60:e plats på 50 meter frisim och på 75:e plats på 100 meter frisim. Vid VM 2023 i Fukuoka slutade han på 77:e plats på 50 meter frisim och på 93:e plats på 100 meter frisim.
Vid VM 2024 i Doha slutade Ganira på 69:e plats på 50 meter frisim och på 87:e plats på 100 meter frisim. Vid afrikanska spelen 2023 i Accra, som arrangerades 2024, tävlade han i 50 meter frisim, 100 meter frisim, 200 meter frisim, 400 meter frisim, 800 meter frisim, 1 500 meter frisim, 50 meter fjärilsim, 100 meter fjärilsim och 50 meter ryggsim. Vid olympiska sommarspelen 2024 i Paris blev Ganira utslagen i försöksheatet på 50 meter frisim och slutade på totalt 46:e plats. Vid kortbane-VM 2024 i Budapest slutade han på 73:e plats på 50 meter frisim och på 78:e plats på 100 meter frisim.